# Howard Cruse
Howard Cruse (Springville, Alabama, 2 de mayo de 1944-Estados Unidos, 26 de noviembre de 2019) fue un humorista gráfico estadounidense conocido por su exploraciones de temas homosexuales en sus cómics. Fue el primero en llamar la atención en la década de 1970 durante el movimiento de comix underground con Barefootz.

## Vida
Se crio en su ciudad natal. Fue hijo de un predicador y una ama de casa. Sus primeros dibujos animados publicados fueron en The Baptist Student cuando estaba en la escuela secundaria. Su trabajo más tarde apareció en Fooey y Sick. Asistió a la escuela secundaria en Indian Springs School y a la universidad en Birmingham-Southern College, donde estudió teatro.
Trabajó durante aproximadamente una década en televisión. 
En 1977 se mudó a la ciudad de Nueva York, donde conoció a Eddie Sedarbaum, su compañero de vida. Se casaron después de mudarse a North Adams, Massachusetts.

## Carrera
Cruse fue abierto sobre su homosexualidad a lo largo de la década de 1970, pero aparte de tener un personaje secundario gay en Barefootz, no lo reconoció en su trabajo. Esto cambió en 1979, cuando comenzó a editar Gay Comix, una nueva antología con comix de dibujantes abiertamente homosexuales y lesbianas. 
En 1980, creó Wendel una tira sobre un hombre gay irreprimible e idealista, su amante Ollie y un elenco de diversos personajes urbanos. Fue publicado en la revista de noticias gay The Advocate, que permitió a Cruse una libertad sustancial en términos de lenguaje y desnudez y para abordar contenido como el SIDA. Fue un activista en contra de la homofobia y apoyo los matrimonios igualitarios, con una combinación de humor y enojo. 
En 1990 trabajo en Stuck Rubber Baby, una novela gráfica de 210 páginas encargada por el editor Mark Nevelow para su impresión de DC Comics Piranha Press, pero finalmente publicada por DC Paradox Press.
El 17 de marzo de 2010, publicó un original titulado Lubejob escrito por Cruse en la revista Nib-Lit Comics.
Murió el 26 de noviembre de 2019 de cáncer.

## Publicaciones
- Wendel (1985).
- Howard Cruse's Barefootz: The Comix Book stories (1986).
- Dancin 'Nekkid con los Ángeles (1987).
- Wendel en el rebote.
- Wendel All Together (2001).